# Maltesische Badmintonmeisterschaft 1962
Die Maltesische Badmintonmeisterschaft 1962 fand vom 3. bis zum 4. Februar 1962 statt. Es war die siebente Austragung der nationalen Meisterschaften von Malta im Badminton.

## Titelträger
| Disziplin    | Sieger                   |
| ------------ | ------------------------ |
| Herreneinzel | I. M. Miller             |
| Dameneinzel  | H. Thurlow               |
| Herrendoppel | I. M. Miller K. Galloway |
| Damendoppel  | B. Scrimgeour O. Dawson  |
| Mixed        | Joe C. Sillato M. Brand  |